# Juvenile Hell
Juvenile Hell er Mobb Deeps debutalbum og udgivet i 1993.

## Numre
| #   | Titel                                       | Producer(s)                | Længde |
| --- | ------------------------------------------- | -------------------------- | ------ |
| 1.  | "Intro"                                     | Havoc                      | 0:47   |
| 2.  | "Me & My Crew"                              | Dale Hogan, Keith Spencer  | 4:46   |
| 3.  | "Locked in Spofford"                        | Kerwin Young, Paul Shabazz | 3:51   |
| 4.  | "Peer Pressure"                             | DJ Premier                 | 4:15   |
| 5.  | "Skit #1"                                   | Havoc                      | 0:19   |
| 6.  | "Hold Down the Fort"                        | Havoc                      | 4:07   |
| 7.  | "Bitch Ass Nigga"                           | Kerwin Young, Paul Shabazz | 3:24   |
| 8.  | "Hit It from the Back"                      | Prodigy, Method Max        | 4:14   |
| 9.  | "Skit #2"                                   | Havoc                      | 0:44   |
| 10. | "Stomp Em Out" (featuring Big Noyd)         | Prodigy                    | 3:34   |
| 11. | "Skit #3"                                   | Havoc                      | 0:15   |
| 12. | "Peer Pressure (The Large Professor Remix)" | Large Professor            | 4:13   |
| 13. | "Project Hallways"                          | Kerwin Young, Paul Shabazz | 4:11   |
| 14. | "Flavor for the Non Believes"               | Kerwin Young               | 3:57   |

## Placering på Singles chart
| År   | Sang                   | Bedste placering |
| År   | Sang                   | Hot Rap Singler  |
| ---- | ---------------------- | ---------------- |
| 1993 | "Hit It from the Back" | 18               |